# 1954年の西鉄ライオンズ
1954年の西鉄ライオンズでは、1954年の西鉄ライオンズにおける動向をまとめる。
この年の西鉄ライオンズは、三原脩監督の4年目のシーズンである。

## 概要
三原監督が就任して4年、前年Aクラス入りしながらも借金で終えたチームは巻き返すべく、前年入団の豊田泰光を2番に据える攻撃型野球でスタート。また、この年入団の仰木彬が二塁のレギュラーを獲得するなど、西鉄初期からの選手が衰えて黄金時代からの選手が台頭したシーズンとなった。チームは5月以降毎日とのマッチレースとなったが、8月には前年まで3連覇の南海が18連勝などで猛追。2位南海の91勝を1勝下回ったものの、球団創設5年目にして初めてのリーグ優勝を達成。同年の日本シリーズは同じくセ・リーグで初優勝の中日との対戦となったが、敵地でわずか1点しか取れず連敗するスタート。本拠地の平和台に移った第3戦と第4戦は逆に西鉄打線が計8得点で打ちまくり、第6戦に勝って3勝3敗のタイとするが、第7戦で中日のエース杉下茂の前に打線が沈黙。先発の河村英文と2番手の川崎徳次は中日を散発6安打に抑えるものの、7回裏に先制されて万事休す。最終的に3勝4敗で敗れ、日本一はならなかった。しかし、この年の日本シリーズで負けたことが1956年からの3連覇、そして打倒巨人へと結びついた。この日本シリーズからユニフォームが一新。帽子マークも西鉄の象徴であるNLマークに変更され、黄金時代を迎えることになる。

## チーム成績

### レギュラーシーズン
| 1 | 中 | 塚本悦郎 |
| 2 | 遊 | 豊田泰光 |
| 3 | 三 | 中西太   |
| 4 | 右 | 大下弘   |
| 5 | 左 | 関口清治 |
| 6 | 捕 | 永利勇吉 |
| 7 | 二 | 河野昭修 |
| 8 | 投 | 太田正男 |
| 9 | 一 | 田部輝男 |

| 順位 | 4月終了時 | 4月終了時 | 5月終了時 | 5月終了時 | 6月終了時 | 6月終了時 | 7月終了時 | 7月終了時 | 8月終了時 | 8月終了時 | 9月終了時 | 9月終了時 | 最終成績 | 最終成績 |
| ---- | --------- | --------- | --------- | --------- | --------- | --------- | --------- | --------- | --------- | --------- | --------- | --------- | -------- | -------- |
| 1位  | 西鉄      | --        | 毎日      | --        | 西鉄      | --        | 西鉄      | --        | 西鉄      | --        | 西鉄      | --        | 西鉄     | --       |
| 2位  | 毎日      | 1.5       | 西鉄      | 1.5       | 毎日      | 0.5       | 毎日      | 0.5       | 南海      | 5.0       | 南海      | 0.5       | 南海     | 0.5      |
| 3位  | 南海      | 2.5       | 南海      | 4.0       | 南海      | 1.0       | 南海      | 5.5       | 毎日      | 5.5       | 毎日      | 10.0      | 毎日     | 10.5     |
| 4位  | 阪急      | 4.5       | 阪急      | 6.0       | 近鉄      | 8.0       | 近鉄      | 10.0      | 近鉄      | 11.5      | 近鉄      | 16.5      | 近鉄     | 16.0     |
| 5位  | 近鉄      | 4.5       | 近鉄      | 8.5       | 阪急      | 8.5       | 阪急      | 10.5      | 阪急      | 14.5      | 阪急      | 16.5      | 阪急     | 23.5     |
| 6位  | 大映      | 5.0       | 東映      | 11.0      | 大映      | 16.0      | 東映      | 20.5      | 高橋      | 24.5      | 高橋      | 30.0      | 高橋     | 37.0     |
| 7位  | 東映      | 6.5       | 大映      | 11.5      | 東映      | 16.5      | 大映      | 20.5      | 東映      | 28.0      | 東映      | 33.0      | 東映     | 38.5     |
| 8位  | 高橋      | 11.5      | 高橋      | 13.5      | 高橋      | 17.5      | 高橋      | 20.5      | 大映      | 31.0      | 大映      | 37.5      | 大映     | 46.0     |

| 順位 | 球団             | 勝 | 敗 | 分 | 勝率 | 差   |
| 1位  | 西鉄ライオンズ   | 90 | 47 | 3  | .657 | 優勝 |
| 2位  | 南海ホークス     | 91 | 49 | 0  | .650 | 0.5  |
| 3位  | 毎日オリオンズ   | 79 | 57 | 4  | .581 | 10.5 |
| 4位  | 近鉄パールス     | 74 | 63 | 3  | .540 | 16.0 |
| 5位  | 阪急ブレーブス   | 66 | 70 | 4  | .485 | 23.5 |
| 6位  | 高橋ユニオンズ   | 53 | 84 | 3  | .387 | 37.0 |
| 7位  | 東映フライヤーズ | 52 | 86 | 2  | .377 | 38.5 |
| 8位  | 大映スターズ     | 43 | 92 | 5  | .319 | 46.0 |

### 日本シリーズ
| 10月30日（土）                 | 第1戦  | 西鉄ライオンズ | 1 - 5  | 中日ドラゴンズ | 中日球場   |
| 10月31日（日）                 | 第2戦  | 西鉄ライオンズ | 0 - 5  | 中日ドラゴンズ | 中日球場   |
| 11月1日（月）                  | 移動日 | 移動日         | 移動日 | 移動日         | 移動日     |
| 11月2日（火）                  | 第3戦  | 中日ドラゴンズ | 0 - 5  | 西鉄ライオンズ | 平和台球場 |
| 11月3日（水）                  | 第4戦  | 中日ドラゴンズ | 0 - 3  | 西鉄ライオンズ | 平和台球場 |
| 11月4日（木）                  | 第5戦  | 中日ドラゴンズ | 3 - 2  | 西鉄ライオンズ | 平和台球場 |
| 11月5日（金）                  | 移動日 | 移動日         | 移動日 | 移動日         | 移動日     |
| 11月6日（土）                  | 第6戦  | 西鉄ライオンズ | 4 - 1  | 中日ドラゴンズ | 中日球場   |
| 11月7日（日）                  | 第7戦  | 西鉄ライオンズ | 0 - 1  | 中日ドラゴンズ | 中日球場   |
| 優勝：中日ドラゴンズ（初優勝） |        |                |        |                |            |

## オールスターゲーム1954
| ポジション | 名前     | 選出回数 |
| ---------- | -------- | -------- |
| コーチ     | 三原脩   |          |
| 投手       | 西村貞朗 | 初       |
| 投手       | 河村久文 | 初       |
| 捕手       | 日比野武 | 初       |
| 三塁手     | 中西太   | 2        |
| 外野手     | 大下弘   | 4        |
| 外野手     | 関口清治 | 初       |

- 太字はファン投票による選出。

## 表彰選手
| リーグ・リーダー | リーグ・リーダー | リーグ・リーダー | リーグ・リーダー |
| 選手名           | タイトル         | 成績             | 回数             |
| ---------------- | ---------------- | ---------------- | ---------------- |
| 大下弘           | 最高殊勲選手     |                  | 初受賞           |
| 中西太           | 本塁打王         | 31本             | 2年連続2度目     |
| 西村貞朗         | 最高勝率         | .815             | 初受賞           |

| ベストナイン | ベストナイン | ベストナイン |
| 選手名       | ポジション   | 回数         |
| ------------ | ------------ | ------------ |
| 西村貞朗     | 投手         | 初受賞       |
| 中西太       | 三塁手       | 2年連続2度目 |
| 大下弘       | 外野手       | 6年連続7度目 |
| 関口清治     | 外野手       | 初受賞       |